# أرماندو إتزو
أرماندو إتزو (بالإيطالية: Armando Izzo)‏ (2 مارس 1992 نابولي إيطاليا - ) هو لاعب كرة قدم إيطالي، يلعب كمدافع.

## روابط خارجية
- أرماندو إتزو على موقع الاتحاد الأوربي (الإنجليزية)
- أرماندو إتزو على موقع إي إس بي إن إف سي (الإنجليزية)
- أرماندو إتزو على موقع قاعدة بيانات كرة القدم.إي يو (الإنجليزية)
- أرماندو إتزو على موقع ليكيب (الفرنسية)
- أرماندو إتزو على موقع ناشيونال فوتبول تيمز (الإنجليزية)
- أرماندو إتزو على موقع Soccerbase.com (لاعب) (الإنجليزية)
- أرماندو إتزو على موقع Soccerway.com (الإنجليزية)
- أرماندو إتزو على موقع عالم كرة القدم.نت (الإنجليزية)
- أرماندو إتزو على موقع AS.com (الإسبانية)